# Piano Man (singolo)
Piano Man è un singolo del cantautore statunitense Billy Joel, pubblicato nel 1973 ed estratto dall'album omonimo. Il più suonato dal vivo dei suoi brani, è anche considerata la sua canzone più famosa in assoluto.

## Tracce
7"
1. Piano Man - 4:30
2. You're My Home - 3:08